# JR西日本米子メンテック
株式会社JR西日本米子メンテック（ジェイアールにしにほんよなごメンテック）は、鳥取県米子市に本社を置いていた西日本旅客鉄道（JR西日本）のグループ会社である。

## 事業内容
- 鉄道車両の清掃・整備 - 車内および車外の清掃・整備
- 鉄道車両の構内入換
- 鉄道車両の検査・修繕 - エンジンや車輪、窓ガラスなどの車両メンテナンス
- JR駅業務 - JR西日本米子支社の11駅で、きっぷの発売や改札などの駅業務受託
  -  山陰本線
    - 岩美駅、湖山駅、青谷駅、由良駅、赤碕駅、揖屋駅、乃木駅、玉造温泉駅、仁万駅、三保三隅駅

  -  伯備線
    - 生山駅
- ホーム・駅舎清掃及びJR西日本米子支社主要駅の受付業務
- トラック運送業務 - 営業用トラックによる運送及び軽自動車による配送業務
- ビルメンテナンス - ビル等の総合管理（室内外清掃・貯水槽の清掃・空気環境測定・警備・消防設備の保守点検など）
- 看板製作 - 懸垂幕・看板の企画･製作・取付。
- グリーンリース - オフィス、病院、ホテル、ショッピングセンター等のスペースに合った観葉植物のリース
- ホテル業（グリーンホテル米子の経営）

## 沿革
- 1996年（平成8年）10月4日 - 米鉄車両整備株式会社創立
- 1997年（平成9年）
  - 3月29日 - （旧）株式会社ジェイアール西日本米子メンテック・米子鉄道荷物株式会社の事業を譲受
  - 3月30日 - 商号を（新）株式会社ジェイアール西日本米子メンテックと改称
- 2018年（平成30年）7月1日 - 商号を株式会社JR西日本米子メンテックと改称
- 2021年（令和3年）7月1日 - JR西日本岡山メンテック、JR西日本広島メンテック、JR西日本福岡メンテックと合併し、「株式会社JR西日本中国メンテック（米子支店）」となる[2]。なお、上記の各社で行われた駅業務のJR西日本中国交通サービスへの業務移管は、当社では行われない[3]。駅業務は順次窓口閉鎖とともに無人化を進め、一部駅についてはJR西日本に業務移管し、再直営化されている[要出典]。